# الناحية المركزية (مقاطعة تستر)
الناحية المركزية لمقاطعة تستر (بالفارسية: بخش مرکزی شهرستان شوشتر) هي ناحية (بخش) في مقاطعة تستر، محافظة خوزستان، إيران. في تعداد عام 2006، بلغ عدد سكان الناحية 161,714 نسمة، موزعين في 33,999 أسرة. الناحية بها مدينة واحدة: تستر. تضم المقاطعة أربع مناطق ريفية (دهستان): ميان آب، ميان آب شمالي، سردار آباد، وشهيد مدرس.